# 王錫 (洪武進士)
王錫，山西潞州屯留縣人，明朝政治人物，同進士出身。

## 生平
洪武三年，山西乡试中举。洪武四年，會試三十一名，登進士三甲，授撫州府崇仁縣縣丞。